# مانليفلوي
مانليفلوي (بالإنجليزية: Männliflue)‏ هو أحد جبال سلسلة جبال الألب البرنية ويقع في كانتون برن في سويسرا. يحتل المرتبة رقم 299 في قائمة جبال سويسرا من حيث الارتفاع، إذ يبلغ ارتفاعه حوالي 2652 متر، بينما يبلغ ارتفاع نتوء الجبل 374 متر.